# محمود أبو السعود
محمود أبو السعود (مواليد 10 نوفمبر 1987) هو حارس مرمى مصري ضمن صفوف نادي المقاولون العرب المصري حاليا وكان حارس النادي الأهلي سابقا، وقبله نادي المنصورة. شارك مع النادي الأهلي في أول موسم له 2010-2011 في مباريات قليلة، ومن أفضل المباريات التي أداها بشكل جيد هي مباراة (الجونة-الاهلي) والتي انتهت (1-1). وتصدي للعديد من الكرات الخطيرة وحرم نادي الجونة من الفوز.
على الصعيد الدولي، لعب مع منتخب مصر مباريات ودية قليلة وسافر مع بعثة منتخب مصر إلى أنغولا للمشاركة في كأس الأمم الأفريقية 2010 ولكنه لم يشارك نظرا لوجود حارسين يمتلكان خبرة كبيرة وسن كبير وهما عصام الحضري وعبد الواحد السيد.

## روابط خارجية
- محمود أبو السعود على موقع الاتحاد الدولي (مؤرشف)  (الإنجليزية)
- محمود أبو السعود على موقع قاعدة بيانات كرة القدم.إي يو (الإنجليزية)
- محمود أبو السعود على موقع ناشيونال فوتبول تيمز (الإنجليزية)
- محمود أبو السعود على موقع كووورة